# Iriver
iriver (ранее iRiver) — южнокорейская компания, производитель цифровых плееров и другой портативной аудио- и видео-электроники.

## О компании
Компания iRiver основана в 2001 году корпорацией Reigncom с целью концентрации усилий в области электронных продуктов для развлечения и отдыха. Reigncom создана в 1999 году в Корее как инженерная компания по созданию полупроводниковых решений. Корпорация занималась разработкой портативных мультимедийных проигрывателей, гарнитур и диктофонов.
Весной 2004 года компания осуществила ребрендинг торговой марки, в результате которого прописная «R» в названии стала строчной «r».
В 2009 году компания представила свой первый GPS-навигатор — iriver M3 NV Mini, и первую электронную книгу — iriver Story.
В начале 2010 года был проведен новый ребрендинг, в результате которого были изменены фирменные цвета компании и логотип.
На момент 2010 года iriver являлась публичной компанией, а ее акции котировались на корейской фондовой бирже KOSDAQ. 
В 2012 год компания создала новый бренд: Astell&Kern и продолжает выпускать продукцию именно под ним.

## Продукция
Все устройства компании iRiver на данный момент имеют возможность проигрывать аудиофайлы в форматах MP3 и WMA, и FLAC. Некоторые устройства также поддерживают форматы TXT, Vorbis, BMP, Macromedia Flash.